# Kehl
Kehl am Rhein (pronunciación alemana: keːlⓘ) es una ciudad alemana de la Región de Friburgo y el Distrito de Ortenau, en el estado federado de Baden-Wurtemberg. 
Kehl se encuentra a orillas del río Rin, muy próxima a la actual frontera franco-alemana frente a la ciudad francesa de Estrasburgo.

## Historia
Importante fortaleza, perteneciente al Margraviato de Baden-Baden, en 1703 fue tomada por las tropas francesas, que ya la habían ocupado entre 1678-1698. Fue devuelta a Baden en 1714.
Durante la guerra de la Sexta Coalición fue asediada por las tropas aliadas desde el 4 de enero de 1814, no entregándose la guarnición francesa hasta el 3 de mayo producida ya la abdicación de Napoleón.